# Reftele
Reftele is een plaats in de gemeente Gislaved in het landschap Småland en de provincie Jönköpings län in Zweden. De plaats heeft 1304 inwoners (2005) en een oppervlakte van 161 hectare.

## Verkeer en vervoer
Bij de plaats loopt de Länsväg 153.
De plaats heeft een station aan de spoorlijn Halmstad - Nässjö.